# Comuna Komîși, Ohtîrka
Komîși (în ucraineană Комиші) este o comună în raionul Ohtîrka, regiunea Sumî, Ucraina, formată din satele Komîși (reședința), Lîmareve, Ovcearenkî, Ozera și Pereluh.

## Demografie
Componența lingvistică a comunei Komîși
     Ucraineană (98,2%)
     Rusă (1,66%)
     Alte limbi (0,07%)
Conform recensământului din 2001, majoritatea populației comunei Komîși era vorbitoare de ucraineană (98,2%), existând în minoritate și vorbitori de rusă (1,66%).